# Шербоени (Арђеш)
Шербоени (рум. Șerboeni) насеље је у Румунији у округу Арђеш у општини Бузоешти. Oпштина се налази на надморској висини од 234 m.

## Становништво
Према подацима из 2002. године у насељу је живело 1506 становника, од којих су сви румунске националности.